# Vladimir Dvorniković
Vladimir Dvorniković, född 28 juli 1888 i Severin na Kupi, Kroatien (dåvarande Österrike-Ungern), död 1956, var en kroatisk filosof och stark förespråkare för en jugoslavisk identitet.
Dvorniković var professor i Zagreb. Bland hans skrifter på kroatiska märks Om pragmatismen (1910), Ribots psykologi (1916), Nutidens filosofi (2 band, 1919-1920), W. Wundt och hans betydelse (1920), Studier över pessimismens psykologi (1923-1924), och på tyska Die beiden Grundtypen des Philosophierens (1918).